# Zwycięstwo (film dokumentalny)
„Zwycięstwo” – polski film dokumentalny z 1995 w reżyserii Aliny Czerniakowskiej.
W filmie zaprezentowana została w skrócie historia Polski po II wojnie światowej po wkroczeniu wojsk sowieckich. Autorka dokumentu wykorzystała archiwalne filmy i zdjęcia z tego okresu, pochodzące m.in. z wystawy Żołnierze wyklęci zorganizowanej przez Ligę Republikańską. W filmie wystąpili: Grzegorz Wąsowski, Leszek Żebrowski i Tomasz Prus, którzy przedstawili swoją wiedzę na temat działalności grup militarnych powojennego podziemia i reakcji na nią władzy komunistycznej. Cytowane dokumenty i przedstawione materiały dotyczą następujących postaci historycznych:
- mjr Jan Tabortowski
- ppor. Stanisław Marchewka
- kpt. Włodzimierz Marszewski
- kpt. Tadeusz Zawadziński
- kpt. Jan Morawiec
- por. Lechosław Roszkowski
- kpt. Kazimierz Kamieński
- por. Leon Taraszkiewicz
- ppor. Edward Taraszkiewicz
- Jan Turzyniecki
- Jan Janusz pseud. "Siekiera"
- kpt. Romuald Rajs
- ppor. Kazimierz Krasowski
- ppor. Stanisław Grabowski pseud. "Wiarus"
- kpt. Stanisław Felczyński
- por. Jan Rogólka pseud. "Grot"
- sierż. Wiktor Stryjewski
- mjr Karol Sęk
- gen. Leopold Okulicki
- Bohdan Urbankowski
- Władysław Gomułka
- Mieczysław Moczar
- gen. broni Grzegorz Korczyński
- pułk. Julian Kaniewski
- Piotr Śmietański
- gen. dywizji Władysław Pożoga
- kpt. Stefan Michnik
- Bolesław Drabik
- Wiktor Herer
- Kazimierz Łaski
- Zygmunt Bauman